# Old Kilpatrick
Old Kilpatrick (en écossais : Auld Kilpaitrick, en gaélique écossais : Cille Phàdraig, ce qui signifie « l’église de Patrick »), est un village du West Dunbartonshire, en Écosse. Il a une population estimée à 4 820 habitants.
Il appartenait à la paroisse de Old Kilpatrick qui elle-même n’était forte que de quelques milliers de personnes.
Le canal de Forth et Clyde sépare Old Kilpatrick de la rive nord de la rivière Clyde, qui se trouve à quelques mètres au-delà au sud. Le village est à environ 5 km à l’ouest de Clydebank, sur la route à l’ouest de Dumbarton où certains disent que la rivière devient le Firth of Clyde. La Great Western Road traverse le village dont le voisin immédiat à l’ouest, sur la route et le canal, est Bowling, où le canal Forth and Clyde rencontre la rivière. La route moderne A82 part vers le nord, entre le village et le pied des Kilpatrick Hills. Au XIXe siècle, Old Kilpatrick a été décrit comme étant essentiellement une seule rue. Il est possible que le lieu de naissance de Saint Patrick soit situé près de Old Kilpatrick.

## Source
- (en) Cet article est partiellement ou en totalité issu de l’article de Wikipédia en anglais intitulé « Old Kilpatrick » (voir la liste des auteurs).